# وابووا
وابووا (به لاتین: Łabowa) یک روستا در لهستان است که در گمینا وابووا واقع شده‌است. وابووا ۱٬۱۰۰ نفر جمعیت دارد.